# بريت ديلاني
بريت ديلاني (بالإنجليزية: Brett Delaney)‏ هو لاعب دوري الرغبي أسترالي، ولد في 26 أكتوبر 1985 في Baulkham Hills ‏ في أستراليا.